# Capriglia Irpina
Capriglia Irpina est une commune italienne de la province d'Avellino dans la région Campanie en Italie.

## Administration
| Période                                  | Période | Identité | Étiquette | Qualité |
| ---------------------------------------- | ------- | -------- | --------- | ------- |
|                                          |         |          |           |         |
| Les données manquantes sont à compléter. |         |          |           |         |

### Hameaux
Breccelle I, Breccelle II, Casale, Embreciera, Marzano, Pozzo del Sale, San Felice, Spinielli, Taverna del monaco, Tropeani

### Communes limitrophes
Avellino, Grottolella, Sant'Angelo a Scala, Summonte